# Cornufer latro
Cornufer latro é uma espécie de anfíbio anuro da família Ceratobatrachidae. Está presente na Papua Nova Guiné. A UICN classificou-a como pouco preocupante.